# Résolution 106 du Conseil de sécurité des Nations unies
Membres permanents
- Chine (Taïwan)
- États-Unis
- France
- Royaume-Uni
- URSS

Membres non permanents
- Belgique
- Brésil
- Iran
- Nouvelle-Zélande
- Pérou
- Turquie

Résolution no 105 Résolution no 107
La résolution 106 du Conseil de sécurité des Nations unies est une résolution du Conseil de sécurité des Nations unies adoptée le 29 mars 1955.
Cette résolution, la première de l'année 1955, relative à la question de la Palestine, rappelant les résolutions 54, 73, 89, 93 et 101, note qu'une action agressive a été menée par les forces armées israéliennes contre l'armée égyptienne le 28 février 1955,
- condamne cette attaque contraire aux termes de la résolution 54,
- demande à Israël de prendre ses dispositions pour éviter de telles actions,
- exprime sa conviction que le respect de la résolution 54 évitera toute menace pour la paix.

La résolution a été adoptée à l'unanimité.

## Texte
- Résolution 106 sur fr.wikisource.org
- Résolution 106 sur en.wikisource.org